# Habitation Module
Habitation Module je zrušený modul Mezinárodní vesmírné stanice, který měl být hlavním obytným prostorem, obsahující kuchyň, WC, sprchu, spací pytle a zdravotnická zařízení sloužící až pro 7 členů stálé posádky, která měla v budoucnu na stanici být. Modul o velikosti autobusu byl zrušen v roce 2005 spolu s Centrifuge Accommodations Module a X-38 poté, co byl modul již kompletní. Měl být připojen k jednomu z uzlů modulu Node 3.